# Arctic Circle Trail
Arctic Circle Trail er en 165 km lang vandrerute på Grønland mellem bygden Kangerlussuaq og Sisimiut på kysten. Det tager otte til ti dage at vandre ruten.

## Geografi og terræn
Hele ruten er nord for polarcirklen, deraf navnet. Mens 80 % af Grønland er dækket af indlandsis, går stien fra kanten af indlandsisen til øens vestkyst. Stien dækker dele af traditionelle jagtområder, der nu er anerkendt som UNESCOs verdensarvssted, Vestgrønlandske jagtområder, selvom det officielt blev etableret i 1998.
Cirka de første 17 kilometer af ruten er på grusvej, med resten af den på enkeltsporet vandresti, der er tyndt markeret af varder. Stien har ikke nogen væsentlige bjergpas at krydse, og når en maksimal højde på 450 meter. Den passerer adskillige søer, vandløb og moser. Om sommeren er ruten stort set snefri, men i løbet af foråret, efteråret og vinteren kræver det ski, snescootere eller hundeslæder for at gennemføre turen.

## Vandring
Stien er den mest kendte sti i Grønland, der er relativt få vandrere på en sæson, typisk ikke mere end 1.500. Stien kræver ingen tilladelser og er gratis at bruge. De fleste vandrere gennemfører ruten på 7-10 dage, selvom den hurtigste kendte tid er lige under to dage. Der er ingen byer eller bygder langs ruten med mulighed for indkøb af proviant, så vandrere skal være helt selvforsynende med hensyn til mad og udstyr. Der er dog 10 primitive hytter, der giver læ langs stien. I de senere år har brande på tundraen tvunget nogle vandrere til at lade sig evakuere fra ruten. Ellers er de mest almindelige udfordringer den ekstreme afsides beliggenhed af stien, krydsninger af vandløb og en stor myggebestand i løbet af forsommeren.